# Marquesado de la Quinta Roja
El marquesado de la Quinta Roja es un título nobiliario español creado por el rey Carlos II, el 17 de julio de 1689, por el rey Carlos II a favor de Cristóbal de Ponte y Llarena Calderón, caballero de la Orden de Alcántara.

## Historia de los marqueses de la Quinta Roja
- Cristóbal de Ponte y Llarena Calderón (Garachico, 8 de mayo de 1632-¿?), I marqués de la Quinta Roja, caballero de la Orden de Alcántara, alguacil mayor de Tenerife y maestre de campo de Daute.[2] Era hijo de Cristóbal de Ponte Román, maestre de campo y castellano de Garachico, y de Isabel Ana Llarena-Calderón.[3]

Casó con Juana Lobón Xuárez Gallinato. Sucedió su hijo:
- Cristóbal Andrés de Ponte y Xuárez-Gallinato (m. La Orotava, 12 de febrero de 1733), II marqués de la Quinta Roja y caballero de la Orden de Calatrava.[3][5]

Casó, en primeras nupcias, con su prima hermana, Ana María de Monteverde y Xuárez-Gallinato, hija del primer matrimonio de Manuel de Monteverde Ponte y Molina, y de María Ana Xuárez Gallinato, hermana de la primera marquesa consorte de la Quinta Roja. Contrajo un segundo matrimonio con Catalina Viña de Lugo y Ponte. Sucedió, según Ramos, su hijo del segundo matrimonio:
- Cristóbal Andrés de Ponte Monteverde y Xuárez-Gallinato, III marqués de la Quinta Roja.[3][7]

Casó con Antonia Micaela de Mesa y Benítez de Lugo, hija de Francisco de Mesa y Lugo, regidor de Tenerife, y de María Isabel de Lugo.
- Cristóbal de Ponte y Mesa, IV marqués de la Quinta Roja.[8]

Casó con Teresa Ponte de quien no hubo descendencia. Sucedió su hermano:
- Antonio Rafael de Ponte Xuárez Gallinato y Mesa, V marqués de la Quinta Roja.[3]

Casó con Ángela Juana Lercaro Justiniani y Ponte. Sucedió su hijo:
- Francisco Juan de Ponte y Lercaro Justiniani (m. 26 de julio de 1841), VI marqués de la Quinta Roja.

Casó con María de la Candelaria de Llarena y Llarena. Fueron padres, entre otros, de Pedro de Ponte y LLarena, abuelo de José de Ponte y Lugo. Sucedió su hijo en 1847:
- Francisco Andrés de Ponte Xuárez-Gallinato y Llarena (La Orotava, 22 de septiembre de 1812-1878), VII marqués de la Quinta Roja[9][3][10]

Casó, en La Oliva, Fuerteventura, el 1 de julio de 1839, con Sebastiana del Castillo y Manrique de Lara (1819-Santa Cruz de Tenerifa, 25 de diciembre de 1903), hija de Diego del Castillo y Béthencourt, guardia del rey Carlos IV de España y coronel de milicias del regimiento provincial de Telde, hijo de los segundos condes de la Vega Grande. Sucedió su único hijo en 1878.
- Diego Sebastián de Ponte y del Castillo Llarena y Manrique de Lara (La Orotava, 15 de abril de 1840-Garachico, 5 de abril de 1880), VIII marqués de la Quinta Roja.[3][11] Al fallecer, por ser masón, la iglesia no permitió que recibiera sepultura en el camposanto. Su madre mandó a construir un mausoleo de mármol de Carrara para su hijo, obra del arquitecto francés Adolphe Coquet, en sus jardines del marquesado de la Quinta Roja en La Orotava, aunque finalmente, fue sepultado en el cementerio local.[12]

Casó, en Las Palmas de Gran Canaria, en 1867, con su prima hermana, María de las Nieves Manrique de Lara y del Castillo (m. Las Palmas, 13 de mayo de 1921).
El título quedó vacante después de su defunción y fue declarado suprimido en 10 de octubre de 1891: En 1915, Jenaro de Llano Prada, marqués de Ferrera y de San Muñoz, solicitó para su hija, María de los Remedios, la sucesión en el título, al mismo tiempo que Melchor de Ponte Ximénez y Cólogan y Félix Benítez de Lugo y Rodríguez, en representación de Diego de Ponte y Llarena, solicitaron la rehabilitación del mencionado título. En 1948, Santiago de Ascanio y Montemayor, solicitó la rehabilitación.
Rehabilitado en 1952
- José de Ponte y Lugo (La Orotava, 28 de agosto de 1908-¿?), IX marqués de la Quinta Roja.[16] Era hijo de Diego de Ponte y Llarena (1861-1923) y de Ana de Lugo y Massieu (1872-1924), con quien casó el 10 de agosto de 1903.[17]

Casó con María de los Dolores Méndez de Lugo y Salazar de Frías (n. 2 de noviembre de 1910). Sucedió su hijo en 1965:
- José Augusto de Ponte y Méndez-Fernández de Lugo (22 de diciembre de 1935-9 de abril de 2023)[18] X marqués de la Quinta Roja.[19]

Sucedió su hijo:
- José Augusto de Ponte y Santa María, XI marqués de la Quinta Roja.[20]